# Мила Кунис
Милена Марковна Кунис (енгл. Mila Kunis, укр. Мілена Марковна Куніс; Черновци, 14. август 1983) америчка је глумица која је најпознатија по улози типичне америчке девојке Џеки Беркхарт у серији Веселе седамдесете и давањем гласа Мег Грифин у популарној цртаној серији Породични човек.

## Биографија
Мила је пореклом украјинска Јеврејка рођена у граду Черновци, Буковина. Њена породица се преселила у Лос Анђелес када јој је било седам година. У Лос Анђелесу је похађала часове глуме након школе и забележила је мање улоге у програму за децу у телевизијским рекламама, чак се појавивши у Данима наших живота као Хоуп Вилијамс. Научила је енглески језик гледајући The Price Is Right. Изјавила је да је домаћин Боб Баркер био један од малог броја људи који је причао довољно споро да би она могла да разуме.
Мила је проглашена 54. најсексепилнијом женом на свету на листи магазина Стаф (2002).
Осим Веселих седамдесетих, глумила је у споту Jaded групе Аеросмит. Такође је глумила у неколико филмова, као што су Пирана, Деда мраз са мишићима, Крипендорфово племе, Манекенка, Амерички психо 2, Тонијево и Тинино венчање и Преболи ме.

## Филмографија
| Улоге Миле Кунис |                                                           |               |                            |          |
| Година           | Српски назив                                              | Изворни назив | Улога                      | Напомена |
| 1995.            | Пожели жељу, Моли                                         |               | Мелинда                    |          |
| 1995.            | Пирана                                                    |               | Сузи Гроган                |          |
| 1996.            | Деда Мраз са мишићима                                     |               | Сара                       |          |
| 1997.            | Драга, смањили смо се                                     |               | Џил, гост на забави        |          |
| 1998.            | Манекенка                                                 |               | Џија Каранџи са 11 година  |          |
| 1998.            | Крипеңдорфово племе                                       |               | Еби Тарнквист              |          |
| 1998.            | Мајло                                                     |               | Мартис                     |          |
| 2001.            | Преболи ме                                                |               | Басин                      |          |
| 2002.            | Амерички психо 2                                          |               | Рејчел Њумен               |          |
| 2004.            | Тонијево и Тинино венчање                                 |               | Тина                       |          |
| 2005.            | Том 51                                                    |               | мали дечак Матсон          |          |
| 2005.            | Породични тип представља: Стјуи Грифин: Неиспричана прича |               | Мег Грифин (глас)          |          |
| 2007.            | После секса                                               |               | Ники                       |          |
| 2007.            | Образовни логор                                           |               | Софи                       |          |
| 2007.            | Мекалистерова селидба                                     |               | Мишел                      |          |
| 2008.            | Преболети Сару Маршал                                     |               | Ракел Јансен               |          |
| 2008.            | Макс Пејн                                                 |               | Мона Сакс                  |          |
| 2009.            | Главни састојак                                           |               | Синди                      |          |
| 2010.            | Књига спаса                                               |               | Солара                     |          |
| 2010.            | Ноћ за памћење                                            |               | Випит                      |          |
| 2011.            | Црни лабуд                                                |               | Лили/Црни лабуд            |          |
| 2011.            | Само другарски                                            |               | Џејми                      |          |
| 2012.            | Меда                                                      |               | Лори                       |          |
| 2012.            |                                                           |               | Кетрин                     |          |
| 2013.            | Оз, велики и моћни                                        |               | Теодора/Зла вештица запада |          |
| 2013.            | Крвне везе                                                |               | Натали                     |          |
| 2013.            | Треће лице                                                |               | Џулија                     |          |
| 2014.            |                                                           |               | др Шерон Гил               |          |
| 2015.            | Јупитер у успону                                          |               | Јупитер Џонс               |          |
| 2015.            |                                                           |               | Дема                       |          |
| 2016.            | Опасне маме                                               |               | Ејми                       |          |
| 2017.            | Опасне маме 2                                             |               | Ејми                       |          |
| 2018.            | Шпијун који ме је оставио                                 |               | Одри                       |          |
| 2019.            | Парк чудеса                                               |               | Грета                      |          |
| 2020.            |                                                           |               | Моли                       |          |
| 2020.            |                                                           |               | Ненси                      |          |
| 2022.            | Најсрећнија девојка на свету                              |               | Тифани Фанели              |          |
| 2025.            | Нож у леђа 3                                              |               |                            |          |